# Aud Wilken
Aud Saskia Wilken (Oost-Berlijn, 1965) is een Deens zangeres.
Wilken woonde met haar Duitse moeder en Deense vader tot 1974 in de DDR. Dat jaar verhuisde het gezin naar Denemarken. In 1988 maakte zij haar muzikale debuut met het album Midnight at the Grooveyard bij de Deense band The Overlords. In 1995 nam zij deel aan het Eurovisiesongfestival met het lied Fra Mols til Skagen (Van Mols tot Skagen) en behaalde zij 92 punten en een vijfde plaats. In 1999 kwam haar enige soloalbum uit: Diamonds in the Rough. In 2007 nam Wilken opnieuw deel aan de Deense voorrondes voor het Eurovisiesongfestival met het lied Husker du (Herinner je je), maar zij strandde in de halve finales.